# Apenburger Hof

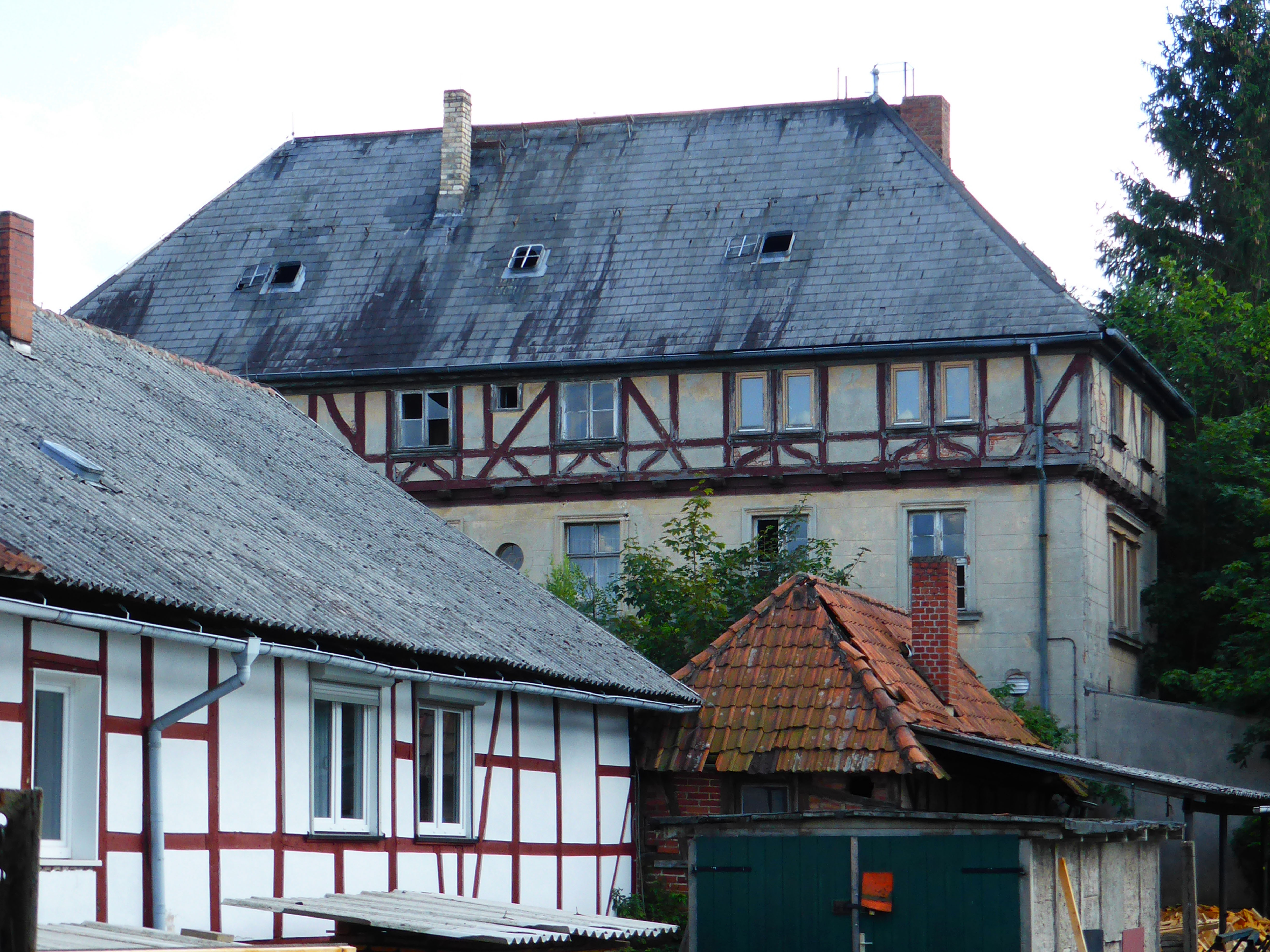
Altes Herrenhaus (17. Jh.)

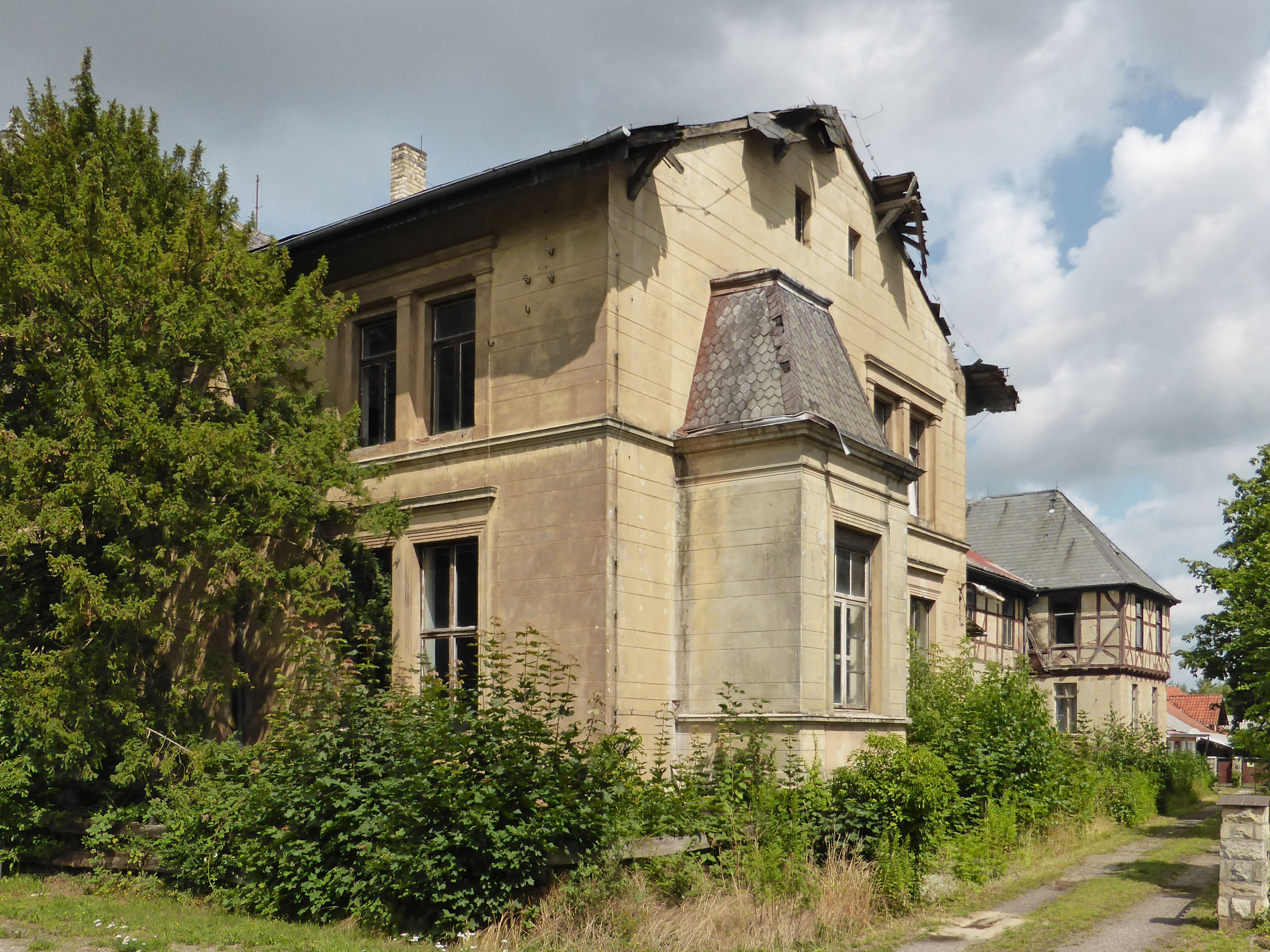
Neuer Flügel des Herrenhauses

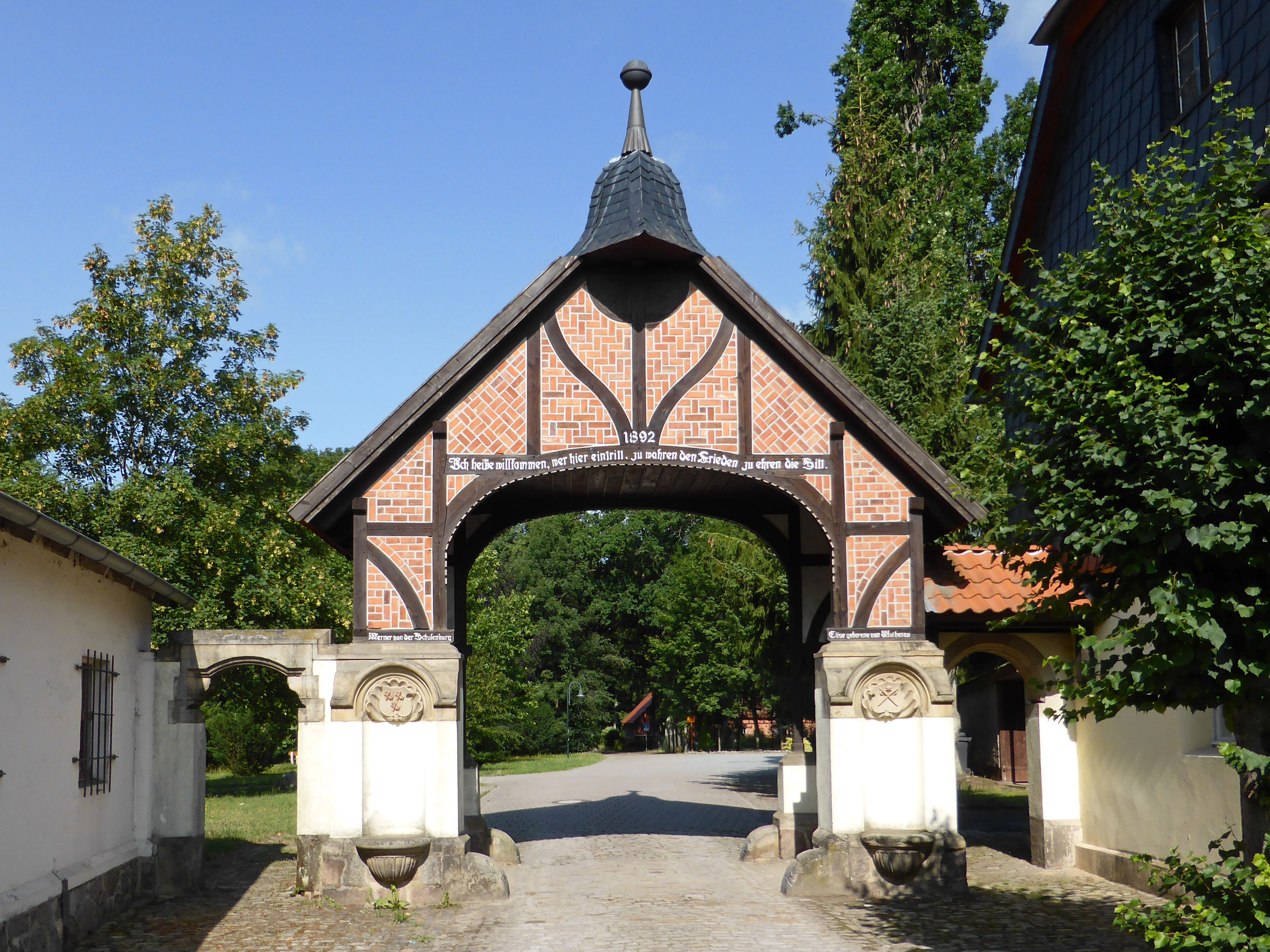
Eingang zum Gut

Der Apenburger Hof, teils Landrätliches Schloss genannt, war, neben Großer Hof Beetzendorf I und Gut Beetzendorf II Lieberoser Hof, eines der zumal unterschiedlich betitelten drei Rittergüter in Beetzendorf, einer Gemeinde in der Verbandsgemeinde Beetzendorf-Diesdorf im Altmarkkreis Salzwedel in Sachsen-Anhalt. Es ist als Baudenkmal im Denkmalverzeichnis des Landes Sachsen-Anhalt unter der Erfassungsnummer 094 30539 verzeichnet. Die Bezeichnung Apenburger Hof bekam das Gut, weil Dietrich Hermann I. von der Schulenburg, der das Gut errichtete, auch Besitzer von Apenburg war.

## Geschichte
Nachdem die Familie von der Schulenburg ihren Stammsitz, die Schulenburg bei Stappenbeck nahe Salzwedel, verlassen hatte, war Beetzendorf über Jahrhunderte hinweg der Familienhauptsitz des Geschlechts. Vom 16. Jahrhundert an errichteten Mitglieder der Familie eigene Höfe in und um Beetzendorf.
Gegen Ende des 17. Jahrhunderts begann Dietrich Hermann I. von der Schulenburg (1638–1693), Sohn von Albrecht IX von der Schulenburg (1609–1642) und Lucia Kath. von Mandelsloh aus dem Hause Evensen († 1660), mit der Anlage des Apenburger Hofes. Er war seit 1661 mit Amalie geb. Freiin von der Schulenburg (1643–1713) verheiratet, einer Tochter von Achaz II von der Schulenburg (1610–1680) und Sophie Hedwig von Veltheim aus dem Hause Bartensleben und Destedt (1607–1667). Der älteste Sohn Achaz V von der Schulenburg (1669–1731) vollendete das Vorhaben seines Vaters, der Apenburger Hof wurde Hauptwohnsitz der schwarzen Linie der Familie von der Schulenburg.

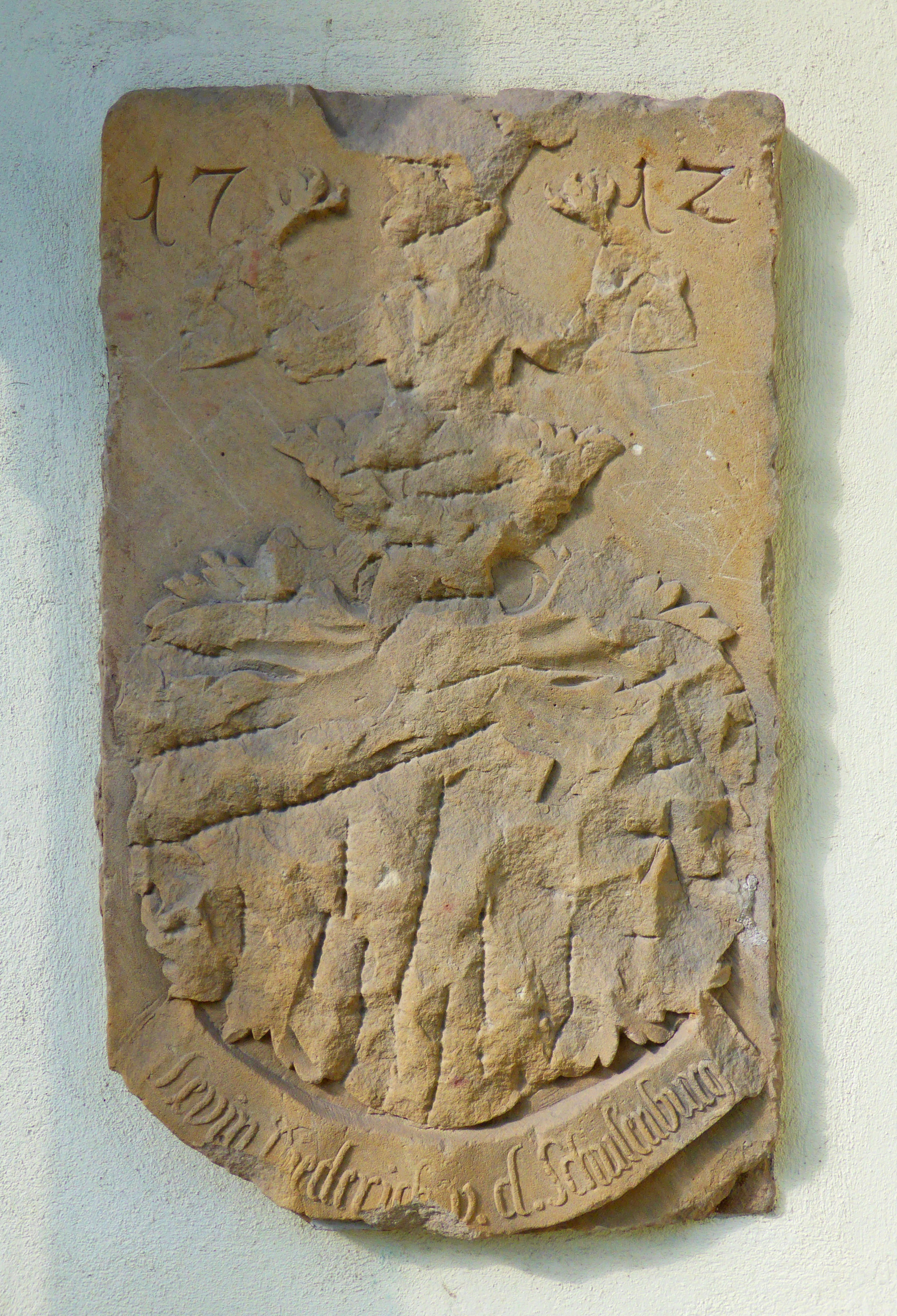
Relief zu Levin Dietrich von der Schulenburg

An Levin Dietrich von der Schulenburg (1678–1743), einen jüngeren Sohn von Dietrich Hermann I. von der Schulenburg, erinnert noch heute ein Relief am Eingangstorbogen des Apenburger Hofes. Aus seiner 1706 geschlossenen Ehe mit Katharine Sophie geborene von der Asseburg (1686–1780) aus dem Hause Meisdorf-Falkenstein gingen Levin Rudolph von der Schulenburg, August Ferdinand von der Schulenburg und mehr als zehn weitere Kinder hervor. Sein jüngerer Bruder war Werner XXIV von der Schulenburg. Levin Dietrich von der Schulenburg studierte in Utrecht und bereiste anschließend zwei Jahre lang England, Frankreich und Italien. 1710 bekam er das Gut in Rittleben, das er 1718 gegen Tucheim tauschte.
1758 nahm Friedrich Wilhelm V. von der Schulenburg (1719–1790), Sohn von Achaz V von der Schulenburg und Sophie Magdalena geb. von Münchhausen aus dem Hause Wendlinghausen (1698–1763), seinen Abschied vom Militär und bewirtschaftete den Apenburger Hof. Aus der 1765 geschlossenen Ehe mit Helene von Eimbeck aus dem Hause Priemern (1740–1817) sind keine Kinder bekannt.
Nach seinem Tod kamen 1791 seine Güter an die beiden Söhne seines Onkels Werner von der Schulenburg, dem jüngsten Bruder seines Vaters Achaz V. von der Schulenburg. Bei den beiden Söhnen handelt es sich um Wulf Dietrich von der Schulenburg (1731–1803) und Werner XXV. von der Schulenburg (1736–1810). Durch Erbgang gelangte der Apenburger Hof an den jüngeren Sohn ihres Vetters Achaz Albrecht Ludwig von der Schulenburg (1713–1778), Friedrich Ferdinand Bernhard Achaz von der Schulenburg (1772–1847).
1811 verzichtete Friedrich Ferdinand Bernhard Achaz von der Schulenburg gegen eine Geldentschädigung auf seinen Anteil von Apenburger Hof, um damit auf dem Schloss Lieberose liegende Schulden abzutragen. Sein Vetter Leopold Wilhelm von der Schulenburg (1772–1838), jüngerer von zwei Söhnen von August Ferdinand (1729–1787), dem jüngsten Bruder seines Vaters Achaz Albrecht Ludwig von der Schulenburg, wurde Herr auf dem Apenburger Hof. Unter Leopold Wilhelm von der Schulenburg wurde das Gutshaus erbaut. Er war seit 1805 mit Juliane von Kirchbach (1785–1873) verheiratet.

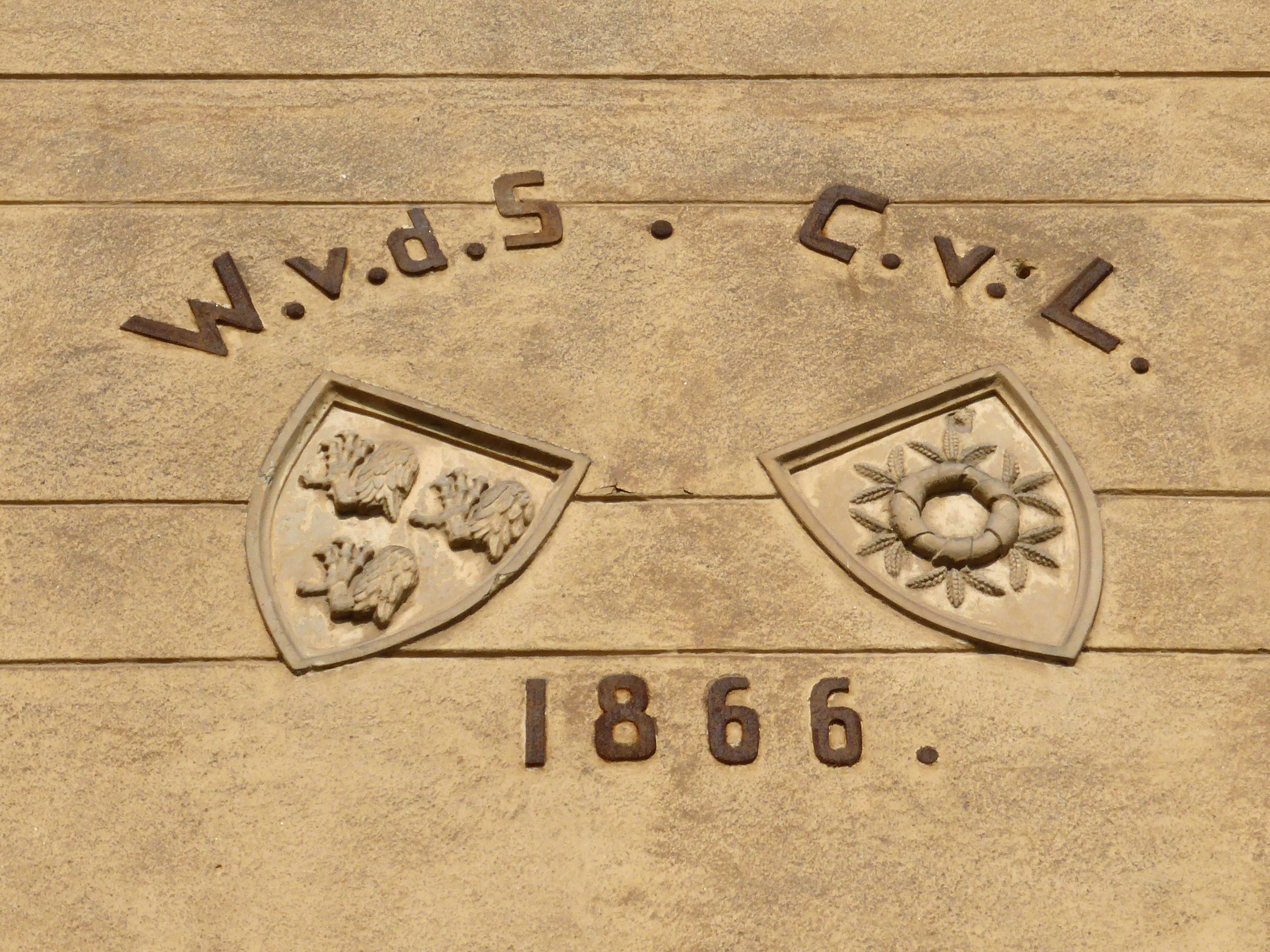
Inschrift am Erweiterungsbau von 1866

Gemäß seinem Testament erbte sein ältester Sohn Wilhelm von der Schulenburg (1806–1883) im Jahre 1838 den Apenburger Hof. Dieser ließ 1866 das Gutshaus erweitern, auf diesem Erweiterungsbau ist heute noch die Inschrift von ihm und seiner zweiten Ehefrau Clara geb. von Lattorff (1819–1890) zu sehen.
Seinem ältesten Sohn aus zweiter Ehe, Werner von der Schulenburg (1841–1913), fiel nach seinem Tod 1883 der Apenburger Hof zu. Er ließ 1892 das heute noch vorhandene Eingangstor zum Apenburger Hof errichten. Es ist mit Inschriften und Wappen von ihm und seiner Ehefrau Elise geborene von Wuthenau (1856–1941) versehen. Ab etwa 1900 verpachtete er aus wirtschaftlichen Gründen den Apenburger Hof.
Nächster Herr auf dem Apenburger Hof war sein ältester Sohn Hans Joachim von der Schulenburg (1880–1924). Er war auf der Ritterakademie Brandenburg, dann auf der Forstakademie Eberswalde und wurde Oberleutnant. Dessen Begüterung ist im Güter-Adressbuch der Provinz Sachsen mit 502 ha ausgewiesen, der Besitz war damals verpachtet. Nach dem Hans Joachim von der Schulenburg, der auch die Propstei Salzwedel besaß, 1924 im Alter von nur 44 Jahren verstarb, war dessen ältester Sohn Job Werner von der Schulenburg erst 14 Jahre alt. Deshalb übernahm sein Vetter Karl von der Schulenburg (1867–1950), Sohn von Gebhard von der Schulenburg und seiner Ehefrau Ella geb. von Kraatz-Koschlau, zunächst die Verwaltung des Gutes. 1934 übernahm dann Job Werner von der Schulenburg den Apenburger Hof und das Vorwerk Klein Wohlgemuth, die zuvor verpachtet gewesen waren, und führte in der Land- und Forstwirtschaft viele Verbesserungen ein, so dass das Gut aufblühte. 1939 heiratete er Renate Gräfin von Stillfried-Rattonitz. 1939 wurde er auch zum Militärdienst eingezogen, während seiner Abwesenheit leitete seine Frau das Gut. Im April 1945 geriet er in Kriegsgefangenschaft, aus der er im Februar 1946 zurückkehrte. Da der Apenburger Hof bereits 1945 im Zuge der Bodenreform enteignet worden war, zog er mit seiner Familie nach Evensen in die britische Zone.
Teile der Bibliothek, des Familienarchives und der Gemäldesammlung aus dem Apenburger Hof gelangten in ein Museum in Salzwedel und in das Staatsarchiv Magdeburg. In der DDR diente das Gutshaus als Feierabendheim und danach von 1961 bis 1971 als Kaserne der Grenztruppen der DDR. 1974 zog das Internat der Erweiterten Oberschule Karl Marx (EOS) ein. Seit der Schließung des Internats im Jahre 1993 steht das Gebäude leer und verfällt.